# کانکاوی
کانکاوی (به اسپانیایی: K'ank'awi) یک کوه در پرو است که در Peru, Puno Region, El Collao Province, Tacna Region, Candarave Province واقع شده‌است. کانکاوی ۵٬۳۰۰ متر بالاتر از سطح دریا واقع شده‌است.